# 坂東三津五郎 (6代目)
六代目 坂東 三津五郎（ろくだいめ ばんどう みつごろう、1846年（弘化3年） - 1873年（明治6年）9月11日）は、幕末から明治初期の歌舞伎役者。屋号は大和屋。定紋は三ツ大、替紋は花勝見。俳名に秀歌・秀山。
初代坂東志うかの次男。嘉永3年（1850年）5月、江戸中村座『蘆屋道満大内鑑』（葛の葉）の童子で（初代）坂東吉彌を名乗って初舞台。父の死後、安政3年（1856年）5月、江戸守田座『新台いろは書初』で五代目坂東三津五郎を襲名、のち父に「五代目三津五郎」を追贈して本人は六代目となる。三代目澤村田之助と並ぶ次世代の女形として将来を嘱望されながらも明治6年（1873年）に28歳で死去。
華やかな芸風で立役と若女形として活躍。『伊勢音頭恋寝刃』（伊勢音頭）の油屋お紺、『積恋雪関扉』（関の扉）の墨染などが当り役。
疱瘡を患って顔にあばたが残るという、役者として致命的な負い目がありながら、実力でそれを補ったのだからかなりの力があった。その容貌から「あば三津」、また前名から「吉彌三津五郎」のあだ名がある。養子に二代目坂東志うかがいる。